# Altstadt-Süd
Altstadt-Süd, Köln-Altstadt-Süd — dzielnica miasta Kolonia w Niemczech, w okręgu administracyjnym Innenstadt, w kraju związkowym Nadrenia Północna-Westfalia, na lewym brzegu Renu.